# Министерство сельского хозяйства и мелиорации (Египет)
Министерство сельского хозяйства и мелиорации (Египет) отвечает за сельское хозяйство и мелиорацию земель в Египте.

## История
Министерство сельского хозяйства было создано 20 ноября 1913 года. В 1996 году оно было переименовано в Министерство сельского хозяйства и мелиорации. Одной из его целей является обеспечение устойчивости в сельском хозяйстве, например, поиск лучших способов сельскохозяйственного орошения.
В 2016 году агентству из Швейцарии было поручено инспектировать импортируемую в Египет пшеницу. Египет импортирует больше пшеницы, чем любая другая страна, и около 40 % среднего дохода египтян тратится на продукты питания.

## Мелиорация
В 2015 году начался проект мелиорации земель недалеко от города Фарафра. Крупные государственные и частные инвестиции и инициативы в сельском хозяйстве пустыни Сахара иногда заканчивались ничем.
В июне 2017 года было объявлено, что 1,7 миллиона федданов ранее не использовавших ся земель были утилизированы, и, по словам премьер-министра Египта Шерифа Исмаила, эта работа будет продолжена. Именно президент Абдель Фаттах ас-Сиси в мае 2017 года потребовал от вооруженных сил начать рекультивацию земель путем сноса незаконно возведенных построек на землях, не принадлежащих строителям или скваттерам.